# Pseudometapterus butleri
Pseudometapterus butleri är en insektsart som beskrevs av Peter Wolfgang Wygodzinsky 1966. Pseudometapterus butleri ingår i släktet Pseudometapterus och familjen rovskinnbaggar. Inga underarter finns listade i Catalogue of Life.